# Санкт-Галлен (аэропорт)

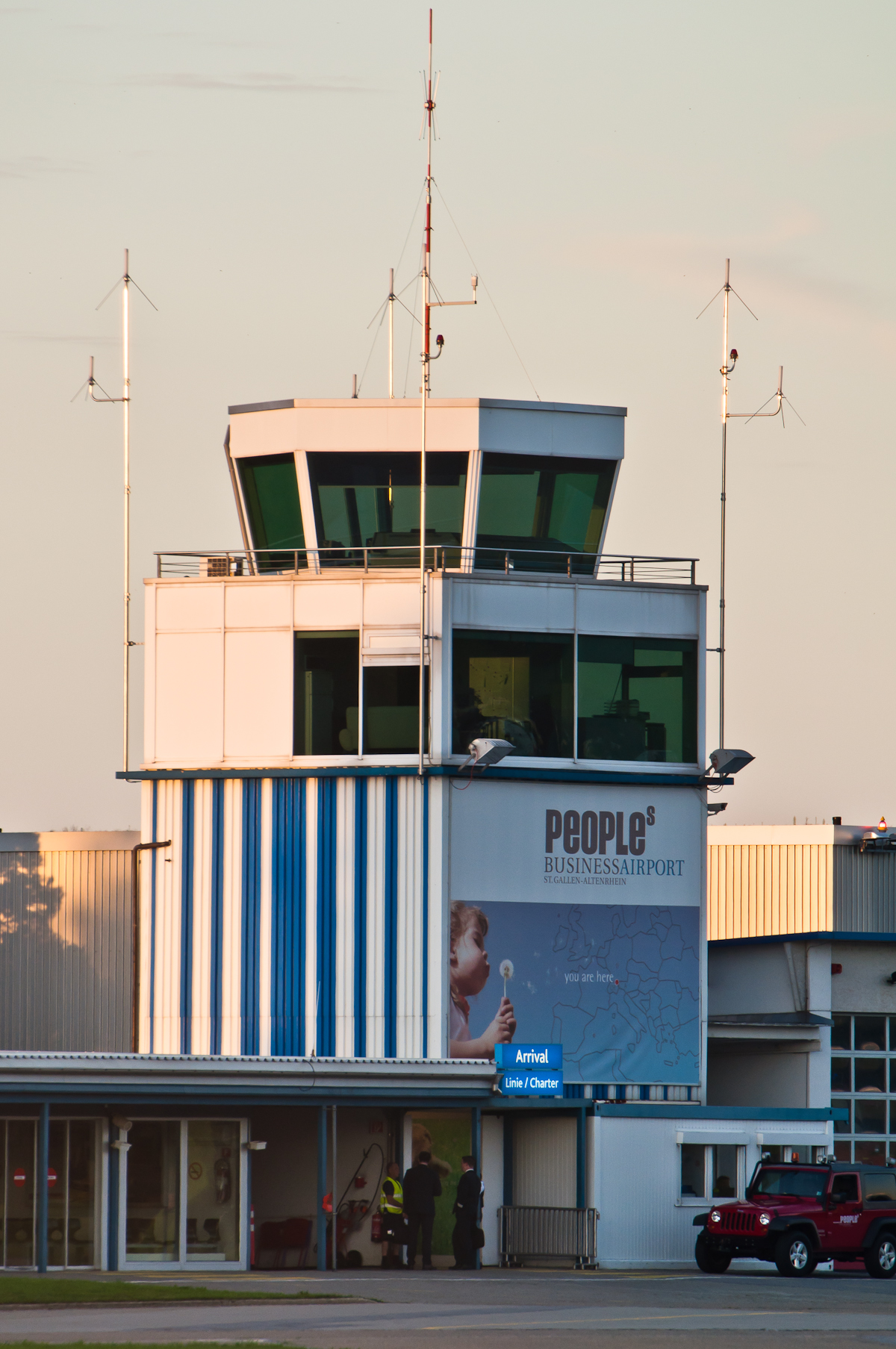
Диспетчерская вышка аэропорта

Аэропорт Санкт-Галлен (ИАТА: ACH, ИКАО: LSZR) — аэропорт в кантоне Санкт-Галлен (Швейцария), вблизи Боденского озера. Является базовым аэропортом авиакомпании People's.

## История
В конце Второй мировой войны власти Швейцарии определили объекты, которые должны были быть модернизированы в качестве региональных аэропортов второго уровня инфраструктуры для поддержки основных городских аэропортов. Одним из них был Санкт-Галлен.
Austrian Airlines начала выполнение рейсов в Санкт-Галлен из Вены с 2003 года, когда она начала выполнение рейса из Райнтальфлюга, которыми ранее занималась InterSky. Аэропорт расторгнул контракт с Austrian Airlines в 2011 году и основал собственную авиакомпанию — People's (ранее People's Viennaline). Austrian Airlines продолжила выполнять рейсы в аэропорт. Это привело к высокой загруженности аэропорта и конкуренции между двумя авиакомпаниями. В Вену ежедневно совершалось до шести рейсов. Весной 2013 года Austrian объявила о прекращении выполнения рейсов в Вену из-за продолжающихся финансовых потерь из-за жёсткой конкуренции. People's предложила Austrian Airlines заключить соглашение о код-шеринге, от которого она отказалась.

## Инфраструктура

### Терминал
В аэропорту есть здание пассажирского терминала, а также несколько перронов и ангаров для самолётов, таких как Embraer 170, бизнес-джеты или самолёты авиации общего назначения.Телетрапов в аэропорту нет.

### Взлётно-посадочная полоса
Асфальтированная взлётно-посадочная полоса 10R оснащена системой ILS. Из-за короткой длины взлётно-посадочная полоса 10R может использоваться только небольшими пассажирскими самолётами, такими как Embraer E-Jet и Bombardier Q Series.

## Авиакомпании и пункты назначения
Базирующаяся в аэропорту авиакомпания People's обслуживает следующие направления:

## Наземный транспорт
До аэропорта можно добраться по автомагистрали A1 (Цюрих — Винтертур, съезд Рейнек-Таль). Имеются услуги такси и автобусов. Существует также регулярное автобусное сообщение из аэропорта с близлежащими городами Роршах и Райнек и их железнодорожными станциями.

## Статистика
Данные из запроса в Викиданные.

## Авиационные происшествия и катастрофы
- 24 января 1994 года самолёт Cessna 425 упал в Боденское озеро во время захода на посадку в аэропорт Санкт-Галлен. Погибли все находившиеся на борту 5 человек[7].